# 新浜镇
新浜镇，是中华人民共和国上海市松江區下辖的一个乡镇级行政单位。面积44.75平方公里。户籍人口2.72万人（2008年）。

## 行政区划
新浜镇下辖以下居委会和村委会：
桃园社区、鲁星村、南杨村、陈堵村、赵王村、林建村、许家草村、新浜村、黄家埭村、文华村、胡家埭村和香塘村。